# مي مظفر
مي عبّاس مظفّر الخالدي (1940) كاتبة وشاعرة عراقية. ولدت في بغداد. حصلت على إجازة في الأدب الإنكليزي من جامعة بغداد. عملت في شركة إعادة التأمين العراقية باحثة ومترجمة مدّة طويلة ثم تفرّغت للكتابة والشعر. لها عدة دواوين الشعرية وأعمال الإبداعية الأخرى وقد ترجمت خمسة كتب عن الإنكليزية، معظمها في مجال المقارنة في الأدب والفن، بالإضافة إلى دراسات ومقالات نشرتها في الصحف والمجلات المتخصصة باللغتين العربية والإنكليزية.

## سيرتها
ولد مي عبّاس مظفر الخالدي سنة 1940 في بغداد. حصلت على البكالوريوس في الأدب الإنجليزي من كلية الآداب بجامعة بغداد. عملت في شركة إعادة التأمين العراقية باحثة ومترجمة، لمدة خمسة عشر عاماً من 1961 حتى 1976  ثم تفرغت للكتابة.

كتبت الشعر ونشرته في مجلة الآداب والأديب اللبنانية والشعر المصرية والمجلات العراقية، ويتخلل شعرها البحث عن الفكرة الإنساية ومعاناة الإنسان المقهور.

## مؤلفاتها
من دواوينها الشعرية:
- طائر النّار، 1985
- غزالة في الرّيح، 1987
- ليليّات، 1994
- محنة الفيروز، 2000
- من تلك الأرض النائية، 2007
- غياب، 2019

مؤلفاتها في السيرة:
- سفر في المدى: ملامح من سيرة ناصر الدين الأسد
- ناصر الدين الأسد: جسر بين العصور

القصص:
- خطوات في ليل الفجر ، 1970
- البجع، 1979
- نصوص في حجر كريم، مجموعة قصصية
- بريد الشرق، مجموعة قصصية، 2003
- ألم يبق منهم أحد!، 2010

## وصلات خارجية
- في موقع أرشيف المجلات